# Isanozaur
Isanozaur (Isanosaurus) – rodzaj zauropoda żyjącego na obecnych terenach Azji. Został opisany w 2000 roku przez Érica Buffetauta i współpracowników w oparciu o kość udową, kręgi i fragmenty obręczy barkowej należące do jednego osobnika. Skamieniałości te odnaleziono w osadach formacji Nam Phong w prowincji Chaiyaphum w Tajlandii. Wiek osadów, w których odkryto jego skamieniałości jest niepewny. Pierwotnie uznano, że kości Isanosaurus odkryto w osadach górnotriasowych, co czyniłoby go jednym z najstarszych jeśli nie najstarszym znanym zauropodem. Późniejsze badania sugerują jednak, że skamieniałości tego zauropoda mogły w rzeczywistości zostać odkryte w osadach górnojurajskich.
Holotyp był stosunkowo niewielkim zwierzęciem jak na zauropoda – jego długość szacuje się na około 6,5 m – jednak prawdopodobnie zmarł przed osiągnięciem maksymalnych rozmiarów. Odkryto również kości drugiego triasowego tajlandzkiego zauropoda, mierzącego prawdopodobnie 12–15 m długości, jednak nie ma materiału kopalnego pokrywającego się z holotypem isanozaura, dlatego też nie wiadomo, czy te skamieniałości należą do przedstawicieli jednego rodzaju. Budowa kości isanozaura wskazuje na jego przynależność do zauropodów, a nie bardziej bazalnych zauropodomorfów, jednak występuje u niego wiele cech prymitywnych dla zauropodów.
W roku 2000, kiedy został nazwany, Isanosaurus był najstarszym zauropodem znanym z materiału kostnego. W 2003 roku opisano rodzaj Antetonitrus, pierwotnie uznany za prawdopodobnie jeszcze starszy od Isanosaurus; późniejsze badania sugerują jednak, że Antetonitrus mógł żyć we wczesnej jurze, a nie w późnym triasie. Nie jest też pewne, czy  Antetonitrus należał do Sauropoda czy też był jedynie bliskim krewnym tej grupy.